# Puchar Przyjaźni na żużlu
Puchar Przyjaźni na żużlu (ang. Speedway Friendship Cup) – organizowana od 2017 roku seria żużlowych rozgrywek drużynowych i indywidualnych.

## Historia

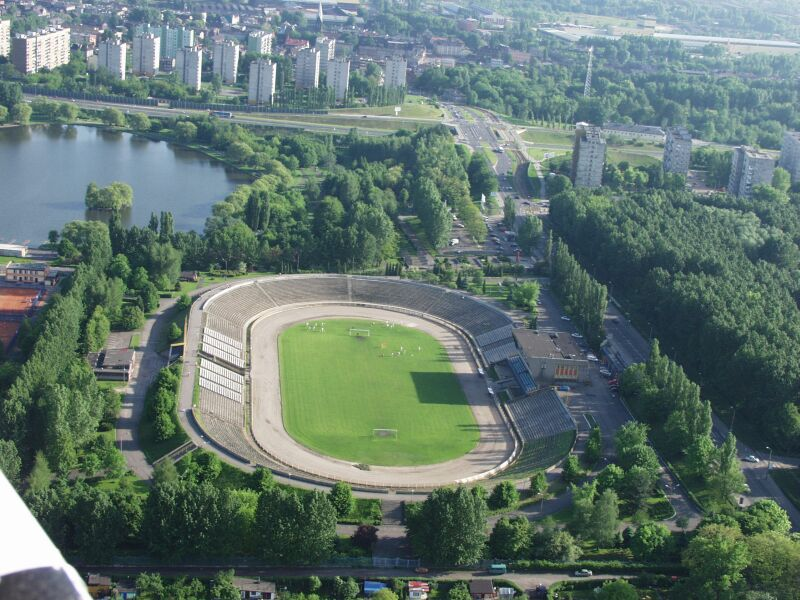
Stadion im. Pawła Waloszka był jedną z aren pierwszej edycji Pucharu

Impulsem do powstania rozgrywek był zanik ligi adriatyckiej. Startujące w niej kluby czeskie i słowacki Speedway Club Žarnovica, zainteresowane były powołaniem nowych rozgrywek ligowych. Zainteresowanie nową serią zawodów wykazały ukraiński RMSTK Równe i węgierski Speedway Debreczyn. Do udziału zaproszono także odradzający się wówczas polski ośrodek żużlowy - Śląsk Świętochłowice. Nazwa rozgrywek nawiązuje do rozgrywanego w latach 1979-1989 Pucharu Pokoju i Przyjaźni. 3 grudnia 2016 roku w Žarnovicy odbyło się spotkanie przedstawicieli klubów, podczas którego ustalono kształt rozgrywek oraz ich terminarz w roku 2017. Przyjęto że każdy z klubów zorganizuje weekendową rundę, przy czym w sobotę będą rozgrywane zawody drużynowe, natomiast w niedzielę zmagania indywidualne.
Zwycięzcami pierwszej edycji rozgrywek w sezonie 2017 okazali się Ukraińcy z RMSTK Równe, którzy zwyciężyli rywalizację drużynową oraz indywidualną. Po 4 turniejach indywidualnych reprezentanci tego klubu: Stanisław Mielniczuk i Andrij Kobrin zebrali po 44 punkty. Piąta, decydująca runda mająca odbyć się na torze w Žarnovicy, została odwołana przez opady deszczu, więc obaj zawodnicy zostali ogłoszeni zwycięzcami. Brąz przypadł Węgrowi, Jozsefowi Tabace.

### 2018
Przed sezonem 2018 doszło do zmian organizacyjnych. Ze względu na remont stadionu im. Pawła Waloszka z rozgrywek wycofał się Śląsk Świętochłowice, miejsce klubu AMK Zlatá přilba Pardubice zajęła inna czeska drużyna, AK Markéta Praga, która domową rundę rozegrała na stadionie w Koprzywnicach. Do zmiany doszło w przypadku klubu węgierskiego, Speedway Debreczyn został zastąpiony przez Nagyhalászi Motorsportért SE. Zrezygnowano także z rozgrywania zawodów indywidualnych. W cyklu zwyciężyła debiutująca Markéta.

### 2019
Sezon 2019 przyniósł kolejne zmiany w obsadzie cyklu, miejsce węgierskiego Nagyhalászi Motorsportért SE, zajął niemiecki zespół DMV White Tigers Diedenbergen. Nowy klub zorganizował pierwszą rundę zmagań, którą wygrał, natomiast w kolejnej, rozgrywanej w Równem, nie wziął udziału, w jego miejsce wystartowała druga drużyna RMSTK. Podobnie jak przed rokiem, AK Markéta Praga zorganizowała domową rundę poza stolicą Czech, tym razem w Divišovie. Rozgrywki po raz kolejny w końcowej klasyfikacji wygrali Ukraińcy z RMSTK Równe.

### 2020
Ze względu na ograniczenia związane z epidemią COVID-19, rozgrywki w roku 2020 zostały ograniczone z pięciu planowanych rund do jednej, która odbyła się w Žarnovicy. Miejsce klubu RMSTK Równe zmagającego się z niedoborem miejscowych zawodników, zajęło słoweńskie AMD Krško. Pierwsze miejsce w turnieju i przechodnie trofeum odzyskała AK Markéta Praga, pozostawiając w tyle zespoły z Krška, Žarnovicy oraz DMV White Tigers Diedenbergen. Te same kluby zadeklarowały chęć udziału w kolejnej edycji Pucharu Przyjaźni.

### 2021
Zgłoszona do rozgrywek drużyny DMV White Tigers Diedenbergen nie przystąpiła do nich. W miejsce tego klubu rundzie rozegranej w Žarnovicy, jako czwarty zespół wystąpiła Reprezentacja Węgier na żużlu, zaś w Pradze Reprezentacja Czech na żużlu do lat 19. W rundzie rozegranej w Krško wystąpiły 3 drużyny.

## Kluby uczestniczące w rozgrywkach
Uczestnicy turnieju w 2024
- AKPD Kopřivnice

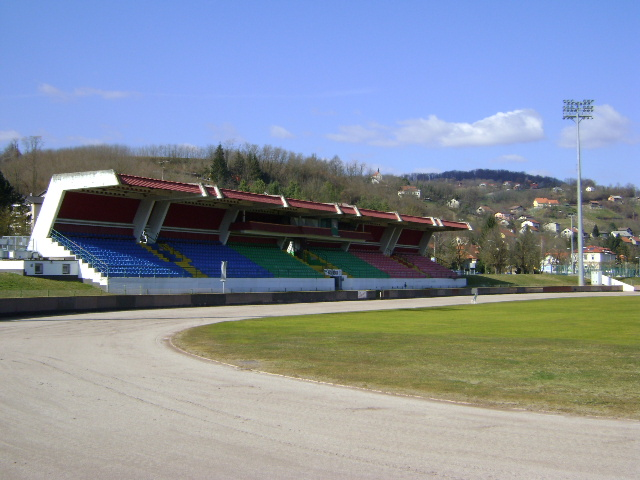
Stadion Matije Gubca gościł rundę Pucharu Przyjaźni w sezonie 2021

- AMK Zlatá přilba Pardubice (2017, 2022)
- PSŻ Poznań
- Speedway Club Žarnovica
- Moto Club Lonigo
- / Veteran Team

Uczestnicy poprzednich edycji
- AK Markéta Praga (2018-2022)
- Reprezentacja Czech na żużlu do lat 19 (2021)
- Speedway Debreczyn (2017)
- Nagyhalászi Motorsportért SE (2018)
- Reprezentacja Węgier na żużlu (2021)
- DMV White Tigers Diedenbergen (2019-2020)
- Motor Lublin (2022-2023)
- Śląsk Świętochłowice (2023)
- Unia Tarnów (2022-2023)
- AMD Krško (2020-2021)
- RMSTK Równe (2017-2019, 2022)

## Medaliści
Turnieje indywidualne
| Rok                                      | Miejsce | Złoto                             | Srebro | Brąz          | Źr.   |
| ---------------------------------------- | --- | --------------------------------- | ------ | ------------- | ----- |
| 2017                                     | \| 4 rundy \| \| ---------------------------------------- \| \| Debreczyn Świętochłowice Równe Pardubice \| | Stanisław Melnyczuk Andrij Kobrin | -      | Jozsef Tabaka | [ 3 ] |
| 4 rundy                                  | |                                   |        |               |       |
| Debreczyn Świętochłowice Równe Pardubice | |                                   |        |               |       |

Turnieje drużynowe
| 5 rund                                             |
| -------------------------------------------------- |
| Debreczyn Świętochłowice Równe Pardubice Žarnovica |

| 4 rundy                               |
| ------------------------------------- |
| Nagyhalász Równe Kopřivnice Žarnovica |

| 4 rundy                                                  |
| -------------------------------------------------------- |
| Hofheim am Taunus (Diedenbergen) Równe Žarnovica Divišov |

| 3 rundy               |
| --------------------- |
| Žarnovica Krško Praga |

Turnieje parowe
| Rok  | Miejsce   | Złoto                   | Srebro                  | Brąz                       | Źr.    |
| ---- | --------- | ----------------------- | ----------------------- | -------------------------- | ------ |
| 2022 | Žarnovica | Speedway Club Žarnovica | AK Markéta Praga        | AMK Zlatá přilba Pardubice | [ 12 ] |
| 2023 | Žarnovica | Speedway Club Žarnovica | Motor Lublin            | AKPD Kopřivnice            | [ 13 ] |
| 2024 | Žarnovica | PSŻ Poznań              | Speedway Club Žarnovica | Moto Club Lonigo           | [ 14 ] |